# Microcreagris formosana
Microcreagris formosana es una especie de arácnido del orden Pseudoscorpionida de la familia Neobisiidae.

## Distribución geográfica
Se encuentra en Taiwán y Filipinas.